# Grigori Fjodorowitsch Tscheljadin-Dawydow
Grigori Fjodorowitsch Tscheljadin-Dawydow (russisch Григорий Федорович Челядин-Давыдов, polnisch Grigorij Fiodorowicz Czeliadin-Dawydow; † 1521) war ein russischer Bojar und Wojewode des Großfürstentums Moskau.

## Leben
Grigori Fjodorowitsch war der Sohn des russischen Adligen und Wojewoden Fjodor Dawydowitsch. Er nahm 1495 im Feldzug Iwans III. gegen Nowgorod teil. 1496 wurde er im Feldzug gegen Schweden als zweiter Wojewode des „Vorderen Regiments“ erwähnt. Im zweiten Kriegszug gegen Schweden des gleichen Jahres war er zweiter Wojewode im „Regiment zur rechten Hand“. 1501, während des Moskowitisch-Litauischen Krieges 1500–1503, nahm er erster Wojewode im „Regiment zur rechten Hand“ in der Schlacht bei Mścisław teil. 1502 war im Rang des fünften Wojewoden im Heer des Knjas Semen Iwanowitsch Możajski.
Im Jahr 1507, während des Moskowitisch-Litauischen Krieges 1507–1508, war er im Rang des ersten Wojewoden im „Großen Polk“ im Heereszug von Nowgorod gegen das Großfürstentum Litauen; 1508 errang er auch den Titel eines Großwojewoden. Für Loyalität und treue Dienste wurde er 1510 erster russisch-moskowitischer Statthalter von Pskow und nahm von der unterworfenen Stadtbevölkerung den Untertaneneid für Großfürst Wassili III. ab.
Er war auch an Kämpfen gegen die verschiedenen Tatarenvölker beteiligt im Rang des ersten oder zweiten Wojewoden. 1512, während des Moskowitisch-Litauischen Krieges 1512–1522, war er erster Wojewode des „Regiments zur linken Hand“ im Feldzug des Großfürstentums Moskau gegen das litauische Smolensk. 1514 zog er erneut gegen Smolensk, das schließlich erobert wurde. Nach dem Verrat des Knjas Glinski rief man ihn ins Lager bei Orscha. Als Wojewode der Reserve des „Großen Regiments“ nahm er in der Schlacht bei Orscha teil. Trotz tapferer Einstellung entfloh er der militärischen Katastrophe.
Nach der Schlacht bei Orscha nahm er an keinen weiteren Kriegen teil.

## Bemerkungen
1. ↑  auf Russisch Polk, Polk=Regiment; Regimenter, die in den „Vorderen Polk“, „Großen Polk“, „Polks zur linker“ und „rechter Hand“ eingeteilt wurden u. a.
2. ↑  Bündnisgespräche mit dem König Sigismund von Polen-Litauen, nachdem der russische Großfürst Wassili sein Wort brach, ihm, Knjas Glinski, die eroberte Stadt Smolensk mit Umland als russisches Lehnsfürstentum zu übergeben

| Personendaten    | Personendaten                                                                                      |
| ---------------- | -------------------------------------------------------------------------------------------------- |
| NAME             | Tscheljadin-Dawydow, Grigori Fjodorowitsch                                                         |
| ALTERNATIVNAMEN  | Челядин-Давыдов, Григорий Федорович (russisch); Czeliadin-Dawydow, Grigorij Fiodorowicz (polnisch) |
| KURZBESCHREIBUNG | russischer Bojar und Wojewode des Großfürstentums Moskau                                           |
| GEBURTSDATUM     | 15. Jahrhundert                                                                                    |
| STERBEDATUM      | 1521                                                                                               |